# الصحة الواحدة

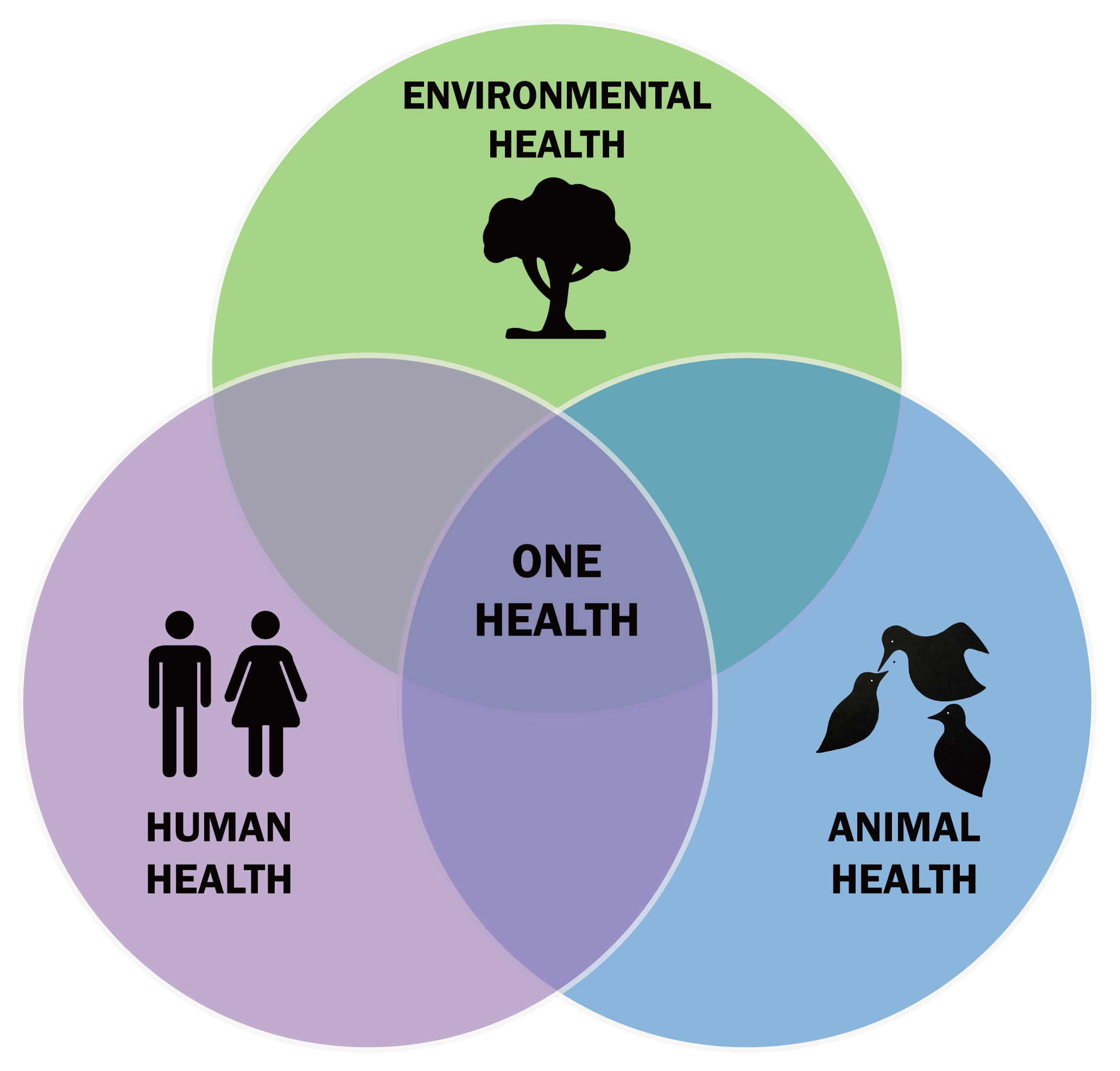
يقع One Health على تقاطع صحة الإنسان وصحة الحيوان وصحة البيئة.

الصحة الواحدة هي «الجهود التعاونية للمجالات المتعددة التي تعمل محليًا ووطنًا وعالميًا، لتحقيق الصحة المثلى للأشخاص والحيوانات وبيئتنا»، على النحو المحدد من قبل فرقة عمل مبادرة الصحة الواحدة (OHITF).

## التاريخ
يمكن إرجاع الاعتراف بأن العوامل البيئية يمكن أن تؤثر على صحة الإنسان يعود إلى الطبيب اليوناني أبقراط (حوالي 460 قبل الميلاد - حوالي 370 قبل الميلاد) في نصه «على الهواء، والمياه، والأماكن». روج لمفهوم أن الصحة العامة تعتمد على بيئة نظيفة. في منتصف القرن التاسع عشر، أدرك الطبيب رودولف فيرشو الصلة بين طب الحيوان والطب البشري، وابتكر مصطلح الأمراض الحيوانية المنشأ لوصف مرض يمكن أن ينتقل من الحيوانات إلى البشر، ودافع بنشاط عن التعليم الطبي البيطري. ساهم تأسيس قسم الصحة العامة البيطرية في مراكز السيطرة على الأمراض والوقاية منها (CDC) في عام 1947 من قبل جيمس إتش ستيل، وهو طبيب بيطري مدرب في مجال الصحة العامة، في فهم كيفية انتشار الأمراض بين الحيوانات والبشر، أو وبائيات الأمراض الحيوانية المنشأ. كالفين شواب طبيب بيطري آخر مدرب في الصحة العامة، صاغ مصطلح الطب الواحد في كتاب طبي بيطري عام 1964، والذي يعكس أوجه التشابه بين طب الحيوان والطب البشري ويؤكد على أهمية التعاون بين الأطباء البيطريين والأطباء للمساعدة في حل المشاكل الصحية العالمية. في عام 2004، عقدت جمعية الحفاظ على الحياة البرية مؤتمراً في جامعة روكفلر بنيويورك بعنوان العالم الواحد، الصحة الواحدة، والذي تم من خلاله إنشاء مبادئ مانهاتن الإثني عشر. سلطت هذه المبادئ الضوء على الروابط بين الإنسان والحيوان والبيئة، وكيف أن هذه الروابط جزء لا يتجزأ من فهم ديناميكيات المرض، وأهمية النهج متعددة التخصصات للوقاية والتعليم والاستثمار وتطوير السياسات.
بسبب المخاوف العالمية المحيطة بتفشي إنفلونزا H5N1 في أوائل منتصف العقد الأول من القرن الحادي والعشرين، أنشأت الجمعية الطبية البيطرية الأمريكية فرقة عمل مبادرة الصحة الواحدة في عام 2006، وأصدرت الجمعية الطبية الأمريكية قرارًا بشأن الصحة الواحدة لتعزيز الشراكة بين المنظمات الطبية البيطرية والبشرية في 2007، وتم التوصية بنهج «الصحة الواحدة» للاستجابات لتفشي الأمراض العالمية في عام 2007. بناءً على هذه المبادرات، اجتمعت منظمة الأغذية والزراعة (الفاو)، والمنظمة العالمية لصحة الحيوان (OIE)، ومنظمة الصحة العالمية (WHO) مع منظمة الأمم المتحدة للطفولة (اليونيسف)، وتنسيق الإنفلونزا في منظومة الأمم المتحدة، وسيضع البنك الدولي إطارًا بعنوان «المساهمة في عالم واحد، صحة واحدة - إطار استراتيجي للحد من مخاطر الأمراض المعدية في واجهة النظم البيئية بين الحيوان والإنسان» في عام 2008، مع إعادة التأكيد على التوصيات الخاصة بنهج الصحة الواحدة في الصحة العالمية. تم توسيع هذا الإطار وانتقلت المنظمات المذكورة أعلاه إلى تطوير سياسات قابلة للتنفيذ حول الصحة الاحدة في اجتماع Stone Mountain ، الذي عقد في مايو 2010 في جورجيا.
عقدت الاجتماعات الدولية الأولى حول موضوع الصحة الواحدة في عام 2011 في كل من إفريقيا وأستراليا. في عام 2012، نشرت الطبيبة باربرا ناترسون-هورويتز، وكاثرين باورز، الصحفية العلمية، كتاب Zoobiquity ، الذي يسلط الضوء على دراسات الحالة للتشابهات بين صحة الحيوان والإنسان. يحتوي هذا الكتاب على مبادرات بحثية متعددة التخصصات برئاسة رمح بالإضافة إلى سلسلة مؤتمرات Zoobiquity التي عقدت في كل من الولايات المتحدة ودوليًا. في عام 2016، اعتبرت لجنة الصحة الواحدة ومنصة صحية واحدة وفريق مبادرة صحية واحدة أن يكون يوم الصحة العالمي هو 3 نوفمبر. يمكن للمنظمات إرسال تفاصيل الحدث ليوم صحة واحد من خلال موقع الويب الخاص بلجنة الصحة الواحدة للاعتراف بها عالميًا.
في عام 2019، أدخلت السناتور تينا سميث والممثل كورت شريدر الاستعداد للطوارئ من خلال قانون صحي واحد في مجلس الشيوخ ومجلس النواب في الولايات المتحدة، على التوالي. هذا ثنائية حزبية أن التشريع يتطلب أن وزارة الصحة والخدمات الإنسانية، وزارة الزراعة، وغيرها من الوكالات الفيدرالية وضع خطة منسقة لإنشاء إطار صحة واحدة للمساعدة في إعداد الردود على مرض حيواني المنشأ ومنع تفشي المرض.

## المنظمات الرائدة
لجنة الصحة الواحدة هي منظمة غير ربحية 501 (c) 3 مهمتها ربط الأفراد وخلق علاقات عبر قطاعات الصحة البشرية والحيوانية والبيئية، بالإضافة إلى تثقيف الجمهور حول هذه القضايا بهدف تحسين المستوى العالمي. الصحة. في عام 2007، اجتمع روجر ك.ماهر من الجمعية الطبية البيطرية الأمريكية، وجاي إتش غلاسر من الجمعية الأمريكية للصحة العامة، ورونالد إم ديفيز من الجمعية الطبية الأمريكية كجهات اتصال مع متخصصين آخرين في العلوم الصحية وأكاديميين وطلاب وحكومة العمال وعلماء الصناعة لإنشاء فريق عمل وعقد مؤتمرات عبر الهاتف لمناقشة One Health. أنشأ فريق عمل مبادرة الصحة الواحدة تقريرًا في عام 2008 حدد التوصيات لإنشاء لجنة توجيهية مشتركة، وتنفيذ جهود الاتصالات المحسنة، والتخطيط لدراسات الصحة الواحدة الوطنية، وتطوير لجنة صحة واحدة، وإنشاء فرق استشارية، وإنشاء اجتماعات وطنية، والمشاركة الطبية، طلاب الطب البيطري والصحة العامة. تم تأسيس لجنة الصحة الواحدة رسميًا في واشنطن العاصمة عام 2009، وكان روجر ماهر الرئيس التنفيذي المؤسس. تم تقديم طلب اقتراح لشريك مؤسسي في عام 2010، وتم اختيار جامعة ولاية أيوا لتكون الموقع الرئيسي للعمليات. في عام 2013، تقاعد روجر ماهر من المفوضية وانتقل موقع العمليات إلى مثلث الأبحاث بولاية نورث كارولينا، حيث يقيم حاليًا. المديرة التنفيذية الحالية هي شيريل ستراود، وهي طبيبة بيطرية، تشغل هذا المنصب منذ عام 2013.
مبادرة الصحة الواحدة هي حركة متعددة التخصصات لخلق تعاون بين منظمات الصحة الحيوانية والبشرية والبيئية بما في ذلك الجمعية الطبية البيطرية الأمريكية، والجمعية الطبية الأمريكية، ومراكز السيطرة على الأمراض والوقاية منها، ووزارة الزراعة بالولايات المتحدة ، ووزارة البيئة الوطنية الأمريكية. جمعية الصحة، من بين أمور أخرى. تم إنشاء موقع الويب من قبل فريق عمل مجاني من Laura H. Kahn و Bruce Kaplan و Thomas P. Monath و Jack Woodall و Lisa A. Conti لإنشاء قائمة توزيع البريد الإلكتروني بالإضافة إلى مستودع للأخبار والمعلومات المتعلقة بـ One Health. حاليًا، يوجد 1252 فردًا من 76 دولة على قائمة البريد الإلكتروني، و 972 فردًا على قائمة مؤيدي مبادرتهم.
منصة الصحة الواحدة هي شبكة مرجعية علمية توحد الباحثين والخبراء في One Health لفهم أفضل والاستعداد لتفشي الأمراض الحيوانية المنشأ من الحيوانات إلى البشر ومقاومة مضادات الميكروبات، بما في ذلك فهم أفضل للعوامل البيئية التي تؤثر على ديناميات المرض. للمنظمة تسعة أهداف، والتي تشمل نشر نتائج البحوث في الاجتماعات التي تعقد كل سنتين، وتحديد الفجوات المعرفية في هذا المجال، وإشراك صانعي السياسات، وإنشاء مجموعة مسح التهديدات الحيوية لربط (One Health) والأمن الصحي العالمي، ومشاركة البيانات، والعمل كشبكة مرجعية لـ الحكومة، وتعزيز التعاون، وتنفيذ السياسات، وزيادة الوعي خلال يوم صحي واحد. يتألف مجلس الإدارة من Ab Osterhaus و John Mackenzie و Chris Vanlangendonck. تعد منصة الصحة الواحدة مسؤولة عن تنظيم اجتماع World One Health Congress كل عام.
تم إنشاء منظمة الصحة العالمية (WHO) في 7 أبريل 1948 وتوسعت منذ ذلك الحين لتشمل 150 مكتبًا قطريًا وستة مكاتب إقليمية بالإضافة إلى مقرها الرئيسي في جنيف ، سويسرا. منظمة الصحة العالمية هي السلطة الرئيسية للصحة العالمية داخل الأمم المتحدة. كانت منظمة الصحة العالمية شريكًا في عام 2008 لإنشاء إطار عمل «صحة واحدة» استراتيجي للتعامل مع المشكلات الصحية العالمية. في سبتمبر 2017، تم تضمين صفحة ميزة One Health على موقع منظمة الصحة العالمية على الويب، لتحديد One Health وإبراز المجالات المهمة مثل سلامة الأغذية والأمراض الحيوانية المصدر ومقاومة مضادات الميكروبات.
تم إنشاء المنظمة العالمية لصحة الحيوان باسم المكتب الدولي للأوبئة (OIE) عبر اتفاقية دولية موقعة في 25 يناير 1924 بسبب الحاجة إلى مكافحة تفشي الأمراض الحيوانية. أصبحت رسميًا المنظمة العالمية لصحة الحيوان في عام 2003، لكنها احتفظت باختصارها القديم، ويقع مقرها الرئيسي في باريس ، فرنسا. تضم منظمة OIE 182 دولة عضوًا اعتبارًا من 2018 وتديرها جمعية المندوبين العالمية التي تضم ممثلين عن كل دولة عضو. كما كانت أيضًا شريكًا في إنشاء إطار عمل استراتيجي للصحة الواحدة في عام 2008. تعمل منظمة OIE على الحفاظ على الشفافية فيما يتعلق بأمراض الحيوان العالمية، وجمع وتوزيع المعلومات البيطرية، ونشر معايير التجارة الدولية للحيوانات / المنتجات الحيوانية، وتحسين الخدمات البيطرية على مستوى العالم، وتعزيز رفاهية الحيوان وسلامة الغذاء. إلى جانب منظمة الصحة العالمية، تستضيف منظمة OIE ورش عمل حول كيفية تنفيذ شبكات وممارسات One Health لتحسين الخدمات الصحية في البلدان الأعضاء.
منظمة الأغذية والزراعة للأمم المتحدة (الفاو) هي وكالة تابعة للأمم المتحدة، تأسست عام 1945 لتلبية احتياجات الأمن الغذائي العالمي. وهي منظمة تمثل 194 دولة عضو. في عام 2011، وضعت منظمة الفاو خطة عمل إستراتيجية لصحة واحدة، والتي كان الهدف منها تعزيز الأمن الغذائي من خلال تحسين أنظمة الإنتاج الحيواني والخدمات البيطرية ودعت إلى اتخاذ إجراءات لتحسين التعاون بين قطاعات الصحة الحيوانية والبشرية والبيئية. تعمل منظمة الفاو عن كثب مع المنظمة العالمية لصحة الحيوان ومنظمة الصحة العالمية، ويشار إليهما جميعًا بالمنظمات الثلاثية، ونشرت دليلًا جديدًا للتعامل مع الأمراض الحيوانية المنشأ باستخدام إطار واحد للصحة في عام 2019.
مراكز السيطرة على الأمراض والوقاية منها (CDC) ، الواقعة في أتلانتا ، جورجيا، هي وكالة داخل وزارة الصحة والخدمات الإنسانية بالولايات المتحدة. تأسس مركز السيطرة على الأمراض في عام 1946 على يد جوزيف مونتين لمنع انتشار الملاريا. أنشأ مركز السيطرة على الأمراض (CDC) مكتب صحة واحد في عام 2009، ليصبح أول وكالة فيدرالية بالولايات المتحدة لديها مكتب مخصص لهذا المجال. يعمل هذا المكتب جنبًا إلى جنب مع منظمات الصحة الحيوانية والبشرية والبيئية الأخرى داخل الولايات المتحدة وعبر العالم من أجل زيادة الوعي بصحة واحدة وتطوير أدوات للمساعدة في تعزيز حركات One Health. يشارك مكتب CDC One للصحة في العديد من المبادرات، بما في ذلك العمل على تنفيذ عملية تحديد أولويات الأمراض الحيوانية المنشأ، وإنشاء حزم إجراءات جدول أعمال الأمن الصحي العالمي، والإشراف على تحالف تعليم الأمراض الحيوانية المنشأ، ووضع مبادئ توجيهية مع الجمعية الوطنية للأطباء البيطريين في الصحة العامة بالولاية، والمساعدة في تثقيف الشباب المشاركين في الزراعة حول الأنفلونزا. بالإضافة إلى ذلك، يستضيف CDC One Health Office ندوات شهرية عبر الإنترنت، بعنوان «الأمراض الحيوانية المنشأ ومكالمات تحديثات الصحة الواحدة»، لتثقيف الجمهور حول قضايا الصحة الواحدة بما في ذلك سلامة الغذاء، ومقاومة مضادات الميكروبات، وتفشي الأمراض الحديثة.

## الجهود الدولية
يقود مركز السيطرة على الأمراض عملية تحديد أولويات الأمراض الحيوانية المنشأ ذات الصحة الواحدة، حيث تعقد ورش عمل دولية لتحديد أولويات الأمراض الحيوانية المصدر الأكثر أهمية ومساعدة البلدان على وضع خطط عمل لمعالجة تلك الأمراض. تتضمن العملية 3-6 ميسرين محايدين يمثلون قطاعات الصحة البشرية والحيوانية والبيئية، وما يصل إلى 12 عضوًا مصوتًا يمثلون صحة الإنسان / الصحة العامة، والزراعة / الثروة الحيوانية، والحياة البرية / مصايد الأسماك، والبيئة والقطاعات الحكومية الأخرى ذات الصلة، و 10- 15 مستشارًا من المنظمات الدولية مثل CDC أو WHO أو FAO أو OIE أو الشركاء الأكاديميين أو المنظمات غير الحكومية أو القطاعات الحكومية الأخرى التي لا تشارك بشكل مباشر في الأمراض الحيوانية المنشأ. يقوم مكتب CDC One الصحي بتدريب الميسرين ويستغرق الأمر شهورًا للتحضير لورشة عمل للحصول على الموارد وتحديد المشاركين ومراجعة الأمراض الحيوانية المنشأ وتأكيد الخدمات اللوجستية. تم عقد ورش العمل المكتملة في مجموعة متنوعة من البلدان بما في ذلك باكستان وتنزانيا وتايلاند وأوزبكستان والصين والولايات المتحدة مع المزيد من ورش العمل القادمة. تشمل الأمراض ذات الأولوية الأكثر شيوعًا في جميع أنحاء العالم داء الكلب وداء البروسيلات والإنفلونزا وفيروس الإيبولا وحمى الوادي المتصدع.
تشمل المنظمات الإضافية التي تروج للجهود الدولية لصحة واحدة منظمة الصحة العالمية، ومنظمة الأغذية والزراعة، والمنظمة العالمية لصحة الحيوان (43)الاتحاد الدولي لصحة الحيوان،(44)التحالف العالمي لمكافحة داء الكلب (45)مركز نيوزيلندا لطب الحفظ (NZCCM(46في اسيا (47) شبكة الصحة العالمية الواحدة (48) والمركز الصحي بجامعة كاليفورنيا واحد (49) المستشفى الأكاديمي في أوترخت وعلوم الحياة في أوترخت (50) وشبكة بيئة العدوى وعلم الأوبئة أوبسالا السويد (51).